# Pelle Johansson
Per (Pelle) Emanuel Johansson, född 11 juni 1901 i Marieby församling i Jämtlands län, död 14 maj 1983 på Frösön, var en svensk målare.
Han var son till lantbrukaren Johan Olof Persson och Kristina Olofsson. Efter avslutad skolgång kom han i målarlära hos dekorationsmålaren Fritz Källgren i Östersund. Han drev en egen dekorationsmålningsateljé i Östersund 1928–1938. Han vistades och bedrev konststudier i Amerika 1948–1949 samt i Frankrike och Italien 1950–1952. Separat ställde han ut i Östersund 1955 och han medverkade i samlingsutställningar med Sällskapet för jämtländsk konstkultur och Östersunds konstklubb. Han var ansvarig för utformningen av föreningen Gamla Östersunds jubileumsutställning 1945. Som konstnär experimenterade han sig fram med olika tekniker och motiv men han målade huvudsakligen motiv från fjällvärlden med forsar och vattenfall.